# Hans Lindemann (Fußballspieler, 1947)
Hans Lindemann (* 4. September 1947) ist ein ehemaliger deutscher Fußballspieler.

## Karriere
Lindemann startete seine Karriere 1969 bei Eintracht Frankfurt. 1971 wechselte er zum Regionalliga-Aufsteiger SV Darmstadt 98 und entwickelte sich dort in Kürze zum Mannschaftskapitän und Mittelfeld-Regisseur. 1973 feierte er die Meisterschaft in der Regionalliga Süd und die Teilnahme an der Bundesliga-Aufstiegsrunde.
1978 gelang ihm mit seiner Mannschaft unter Trainer Lothar Buchmann der Titelgewinn in der 2. Fußball-Bundesliga 1977/78 und dadurch der direkte Aufstieg in die Fußball-Bundesliga. Nach dem sofortigen Wiederabstieg – Lindemann hatte elf Bundesligaspiele in der Saison 1978/79 bei den „Lilien“ absolviert – ließ er seine Karriere bei der SG Egelsbach ausklingen.